# Radeon HD 4000 (серія відеокарт)
Radeon R700 - кодова назва лінійки графічних процесорів, що виробляються графічним підрозділом AMD. Першим чипом із серії став RV770, був продемонстрований як частина FireStream 9250 та Cinema 2.0, 16 червня 2008. Серію відеокарт на його основі — Radeon HD 4800 — продемонстрували 25 червня 2008 року. Майбутні продукти цієї лінійки чипів, що включають високопродуктивні RV790, масові RV730, RV740, а також дешеві RV710 були анонсовані наприкінці 2008 року і в першій чверті 2009 року.
Основним конкурентом для ATI Radeon HD 4000 була Nvidia GeForce 200 серія відеокарт, яка вийшла в той же місяць

## Архітектура

### Виконавчі блоки
RV770 розширює технологію уніфікованої шейдерної архітектури R600, збільшуючи кількість блоків обробки потоків до 800 одиниць (з 320 одиниць у R600), які згруповані в 10 ядер SIMD, що складаються з 16 ядер шейдерів, що містять 4 FP MADD/DP АЛП і 1 MADD/трансцендентний АЛП. RV770 зберігає кількість кластерів R600, 4 Quad ROP, однак вони швидші і тепер мають спеціальну апаратну роздільність AA. RV770 також має 10 текстурних блоків, кожен з яких може обробляти 4 адреси, 16 зразків FP32 і 4 функції фільтрації FP32 за такт.

### Шина пам'яті
Кільцеву шину пам'яті замінили на архітектуру з центральним хабом. Контролери пам'яті розміщуються по кутах чипа, а центральний хаб розподіляє потоки між контролерами та іншими шинами та блоками (PCI-Express, контролер виведення). Чип також є першим із підтримкою GDDR5 пам'яті. Застосування GDDR5 пам'яті дозволяє обійтися набагато дешевшим 256-бітним контролером пам'яті, ніж 512 біт для GDDR3 пам'яті, при тій же або більшій пропускній здатності, а також меншому енергоспоживання.

### Прискорення відео
Unified Video Decoder (UVD) ядра ТІМС вбудовано на кристалах усіх графічних процесорів настільної серії Radeon HD 4000, 48xx використовує UVD 2.0 а серії 47xx-46xx-45xx-43xx використовує UVD 2.2.
На момент випуску підтримувала Microsoft Windows, а Linux з Catalyst 8.10. Для безкоштовного драйвера з відкритим вихідним кодом потрібне ядро Linux 3.10 у поєднанні з Mesa 9.1 (доступним через широко поширений VDPAU), що пропонує повне апаратне декодування MPEG-2, H.264/MPEG-4 AVC і VC-1 і завдяки підтримці подвійних відеопотоків, Advanced Video Processor (AVP) також отримав оновлення з можливістю масштабуванням відео DVD та функцією динамічної контрастності. Графічний процесор серії RV770 також підтримує вихід колірного простору xvYCC і вихід об’ємного звуку 7.1 (LPCM, AC3, DTS) через HDMI. RV770 також підтримує функцію Accelerated Video Transcoding (AVT), яка має функцію перекодування відео за допомогою графічного процесора та за потокової обробки.

### Покращений взаємозв'язок між відеочипами

Архітектура взаємозв'язка між відеочипами R700

Це покоління чипів з подвійними графічними процесорами зберігає використання мосту PCI Express, PLX PEX 8647 з розсіюванням потужності 3,8 Вт, включаючи підтримку PCI Express 2.0, що дозволяє використовувати два графічні процесори в одному слоті PCI Express із подвоєною пропускною здатністю в порівнянні з минулим поколінням продуктів (Radeon HD 3870 X2). Наступні покоління дизайну з двома графічними процесорами також мають з’єднання для обміну даними між відеочипом через реалізацію CrossFire X SidePort на кожному GPU, що забезпечує додаткові 5 Гб/с повнодуплексної пропускної здатності між GPU. Ці дві функції збільшують загальну пропускну здатність для конструкцій з двома графічними процесорами до 21,8 ГБ/с.

### OpenCL (API)
OpenCL прискорює багато наукових пакетів програмного забезпечення від процесора до фактора 10 або 100 і більше. OpenCL від 1.0 до 1.2 підтримуються для всіх мікросхем з RV7xx.

## Продукти

### Radeon HD 4300/HD 4500

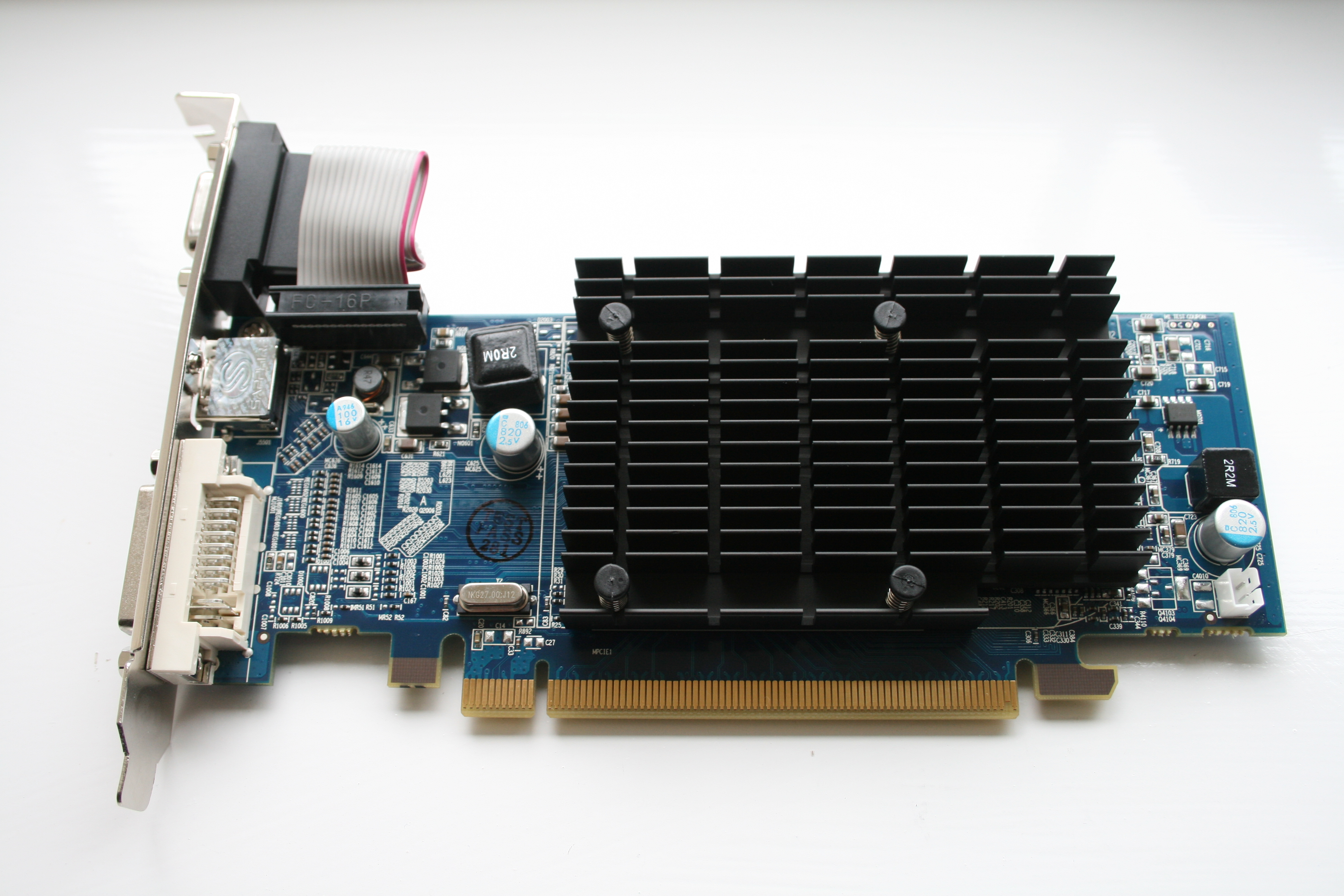
ATI Radeon HD 4550

Radeon HD 4350 і Radeon HD 4550 були анонсовані 30 вересня 2008 року, обидва на основі графічного процесора RV710, містять 242 мільйони транзисторів і виробляються за 55 нм техпроцесом. Обидва продукти використовують відеопам’ять GDDR3, DDR3 або DDR2. AMD стверджує, що ці два продукти споживають максимум 20 Вт і 25 Вт під повним навантаженням відповідно.

### Radeon HD 4600
Серія Radeon HD 4600 була анонсована 10 вересня 2008 року. Усі моделі засновані на графічному процесорі RV730, який містить 514 мільйонів транзисторів і виробляється за технологією 55 нм. Продукти серії 4600 версії PCIe не потребують зовнішніх роз’ємів живлення. Пізніше була випущена версія AGP 4670, для цього потрібен зовнішній роз’єм живлення. Станом на березень 2018 року ця невиразна карта AGP залишається однією з останніх карток, які використовують старіючу шину.

### Radeon HD 4700

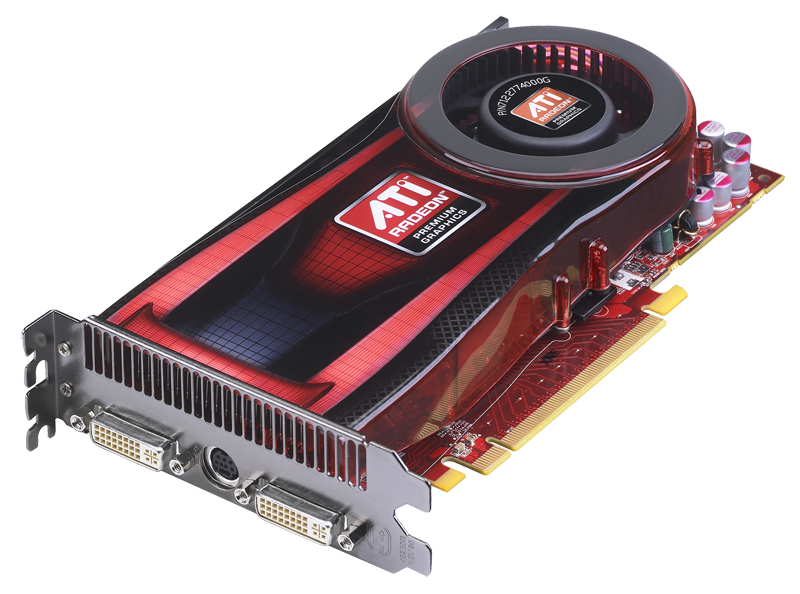
ATI Radeon HD 4770

Radeon HD 4700 була анонсована 28 квітня 2009 року. Radeon HD 4770 заснована на графічному процесорі RV740, містить 826 мільйонів транзисторів і виробляється за 40-нм техпроцесом. Radeon HD 4730 був представлений 8 червня 2009 року, на відміну від Radeon HD 4770 на базі RV740, 4730 є порізаним 55 нм графічним процесором RV770, який називається RV770CE. 4730 містить 956 мільйонів транзисторів і використовує пам’ять GDDR5 на 128-бітній шині. 9 вересня 2009 року Radeon HD 4750 на базі RV740PRO була випущена виключно на китайський ринок. Radeon HD 4750 базується на 40-нм RV740 Radeon HD 4770, але має нижчу тактову частоту та відсутню шестиконтактного допоміжного входу живлення.

### Radeon HD 4800
Radeon HD 4850 було анонсовано 19 червня 2008 року, а Radeon HD 4870 — 25 червня 2008 року. Обидва вони засновані на графічному процесорі RV770, містять 956 мільйонів транзисторів і виробляються за технологією 55 нм. Radeon HD 4850 наразі використовує пам’ять GDDR3, а Radeon HD 4870 використовує пам’ять GDDR5.
Інший варіант, Radeon HD 4830, був оновлений 23 жовтня 2008 року з графічним процесором RV770 LE з 256-бітним інтерфейсом пам'яті GDDR3 і 640 процесорами шейдерів. В основному RV770 LE - це RV770 з деякими відключеними функціональними блоками.
Також були анонсовані продукти з двома графічними процесорами, що використовують два графічних процесора RV770 під кодовою назвою R700. Один продукт під назвою Radeon HD 4870 X2 з пам’яттю 2×1 ГБ GDDR5 був випущений 12 серпня 2008 року, також доступний й інший продукт з двома графічними процесорами, Radeon HD 4850 X2, з пам’яттю GDDR3 і нижчими тактовими частотами.
Невелике оновлення було представлено 2 квітня 2009 року з випуском відеокарт Radeon HD 4890 на базі графічного процесора RV790. Завдяки покращеній конструкції з роз’єднуючими конденсаторами для зменшення шуму сигналу змінено розподіл живлення ASIC та перерозподіл всього чипа графічного процесора, що призвело до невеликого збільшення розміру кристала, але загалом набагато кращої стабільності при високих тактових частотах та вищому за замовчуванням частоті. 18 серпня 2009 року AMD випустила урізаний варіант графічного процесора RV790 під назвою RV790GT, який використовується в Radeon HD 4860, на всіх ринках.

## Модельний ряд

### Настільні моделі
| Модель4           | Дата виходу       | Кодове ім'я        | Транзистори (млн шт.) | Площа ядра (мм2) | Інтерфейс вводу-виводу          | Обсяг відеопам'яті (МБ) | Частота    | Частота            | Конфігурація ядра1 | Пікова швидкість заповнення | Пікова швидкість заповнення | Пам'ять2                   | Пам'ять2          | Пам'ять2          | GFLOPS      | GFLOPS      | Енерго- споживання (Вт)4 | Підтримка Crossfire   | Ціна в момент виходу (USD) |
| Модель4           | Дата виходу       | Кодове ім'я        | Транзистори (млн шт.) | Площа ядра (мм2) | Інтерфейс вводу-виводу          | Обсяг відеопам'яті (МБ) | ядра (МГц) | пам'яті (МГц)      | Конфігурація ядра1 | (ГП/с)                      | (ГТ/с)                      | Пропускна здатність (ГБ/с) | Тип               | Ширина шини (Біт) | Одинарна    | Подвійна    | Енерго- споживання (Вт)4 | Підтримка Crossfire   | Ціна в момент виходу (USD) |
| ----------------- | ----------------- | ------------------ | --------------------- | ---------------- | ------------------------------- | ----------------------- | ---------- | ------------------ | ------------------ | --------------------------- | --------------------------- | -------------------------- | ----------------- | ----------------- | ----------- | ----------- | ------------------------ | --------------------- | -------------------------- |
| Radeon HD 4350    | 30 вересня 2008   | RV710              | 242                   | 73               | PCIe 2.0 ×16 PCIe 2.0 ×1 AGP 8× | 256 512 1024            | 600        | 400 650            | 80:8:4             | 2.40                        | 4.80                        | 6.40 10.4                  | DDR2 DDR3         | 64                | 92.0        | Ні          | 20                       | Ні                    | ?                          |
| Radeon HD 4550    | 30 вересня 2008   | RV710              | 242                   | 73               | PCIe 2.0 ×16                    | 256 512 1024            | 600        | 655 800            | 80:8:4             | 2.40                        | 4.80                        | 10.5 12.8                  | DDR2 GDDR3        | 64                | 96.0        | Ні          | 25                       | Ні                    | ?                          |
| Radeon HD 4570    | 25 листопада 2008 | RV710              | 242                   | 73               | PCIe 2.0 ×16                    | 1024                    | 650        | 500                | 80:8:4             | 2.60                        | 5.20                        | 8.00                       | DDR2              | 64                | 104.0       | Ні          | 25                       | Ні                    | ?                          |
| Radeon HD 4580    | 20 листопада 2011 | RV635 PRO          | 378                   | 135              | PCIe 2.0 ×16                    | 512                     | 796        | 693                | 120:8:4            | 3.18                        | 6.37                        | 22.2                       | GDDR3             | 128               | 191.0       | Ні          | 65                       | Ні                    | ?                          |
| Radeon HD 4650    | 10 вересня 2008   | RV730 PRO          | 514                   | 146              | PCIe 2.0 ×16 AGP 8×             | 256 512 1024            | 600 650    | 400 - 500 500 700  | 320:32:8           | 4.80 5.20                   | 19.2 20.8                   | 12.8 - 16.0 16.0 22.4      | DDR2 GDDR3 GDDR4  | 64 128            | 384.0 416.0 | Ні          | 48                       | 2-сторонній Crossfire | ?                          |
| Radeon HD 4670    | 10 вересня 2008   | RV730 XT           | 514                   | 146              | PCIe 2.0 ×16 AGP 8×             | 512 1024                | 750        | 400 - 500 900 1000 | 320:32:8           | 6.00                        | 24.0                        | 12.8 - 16.0 28.8 32.0      | DDR2 GDDR3 GDDR4  | 128               | 480.0       | Ні          | 59                       | 2-сторонній Crossfire | 79                         |
| Radeon HD 4730    | 8 червня 2009     | RV770 CE           | 956                   | 256              | PCIe 2.0 ×16                    | 512                     | 700 750    | 900                | 640:32:8           | 5.60 6.00                   | 22.4 24.0                   | 57.6                       | GDDR5             | 128               | 896.0 960.0 | 179.2 192.0 | 110                      | 2-сторонній Crossfire | ?                          |
| Radeon HD 4750    | 9 вересня 2009    | RV740              | 826                   | 137              | PCIe 2.0 ×16                    | 512                     | 730        | 800                | 640:32:16          | 11.7                        | 23.4                        | 51.2                       | GDDR5             | 128               | 934.4       |             | 80                       | 2-сторонній Crossfire | ?                          |
| Radeon HD 4770    | 28 квітня 2009    | RV740              | 826                   | 137              | PCIe 2.0 ×16                    | 512                     | 750        | 800                | 640:32:16          | 12.0                        | 24.0                        | 51.2                       | GDDR5             | 128               | 960.0       | 192.0       | 80                       | 2-сторонній Crossfire | 109                        |
| Radeon HD 4810    | 28 травня 2009    | RV770 CE           | 956                   | 256              | PCIe 2.0 ×16                    | 512                     | 625 750    | 900                | 640:32:8           | 5.00 6.00                   | 20.0 24.0                   | 57.6                       | GDDR5             | 128               | 800.0 960.0 | 160.0 192.0 | 95                       | 2-сторонній Crossfire | ?                          |
| Radeon HD 4830    | 21 жовтня 2008    | RV770 LE           | 956                   | 256              | PCIe 2.0 ×16                    | 512 1024                | 575        | 900                | 640:32:16          | 9.20                        | 18.4                        | 57.6                       | GDDR3 GDDR4       | 256               | 736.0       | 147.2       | 95                       | 2-сторонній Crossfire | $130                       |
| Radeon HD 4850    | 25 червня 2008    | RV770 PRO          | 956                   | 256              | PCIe 2.0 ×16                    | 512 1024 2048           | 625        | 993                | 800:40:16          | 10.0                        | 25.0                        | 63.55                      | GDDR3 GDDR4 GDDR5 | 256               | 1000        | 200.0       | 110                      | 4-сторонній Crossfire | 199 (149)                  |
| Radeon HD 4860    | 9 вересня 2009    | RV790 GT           | 959                   | 282              | PCIe 2.0 ×16                    | 512 1024                | 700        | 750                | 640:32:16          | 11.2                        | 22.4                        | 96                         | GDDR5             | 256               | 896.0       | 179.2       | 130                      | 4-сторонній Crossfire | ?                          |
| Radeon HD 4870    | 25 червня 2008    | RV770 XT           | 956                   | 256              | PCIe 2.0 ×16                    | 512 1024 2048           | 750        | 900                | 800:40:16          | 12.0                        | 30.0                        | 115.2                      | GDDR5             | 256               | 1200        | 240.0       | 150                      | 4-сторонній Crossfire | 299 (225)                  |
| Radeon HD 4890    | 2 квітня 2009     | RV790 XT           | 959                   | 282              | PCIe 2.0 ×16                    | 1024 2048               | 850        | 975                | 800:40:16          | 13.6                        | 34.0                        | 124.8                      | GDDR5             | 256               | 1360        | 272.0       | 190                      | 4-сторонній Crossfire | 249                        |
| Radeon HD 4850 X2 | 7 листопада 2008  | R700 (2xRV770 PRO) | 956×2                 | 256×2            | PCIe 2.0 ×16                    | 512×2 1024×2            | 625        | 995                | 800:40:16×2        | 10.0×2                      | 25.0×2                      | 63.7×2                     | GDDR3             | 256x2             | 2000        | 400.0       | 250                      | 2-сторонній Crossfire | 339                        |
| Radeon HD 4870 X2 | 12 серпня 2008    | R700 (2xRV770 XT)  | 956×2                 | 256×2            | PCIe 2.0 ×16                    | 1024×2                  | 750        | 900                | 800:40:16×2        | 12×2                        | 30×2                        | 115.2×2                    | GDDR5             | 256x2             | 2400        | 480.0       | 286                      | 2-сторонній Crossfire | 449                        |

- 1 Уніфікована шейдерних процесорів : Текстурних блоків : Блоків растеризації
- 2 Ефективна швидкість передачі даних пам'яті GDDR5 є вчетверо відносно реальної, замість подвоєної як в інший пам'яті DDR.
- 3 TDP — це значення енергоспоживання еталонного дизайну від AMD. Різні нереферентні конструкції плат від постачальників можуть призвести до незначних змін у фактичній TDP.
- 4 Всі моделі підтримують UVD2 і PowerPlay.

#### Мобільні інтегровані варіанти
- Усі моделі Radeon HD 4000 IGP підтримують Direct3D 10.1 і OpenGL 2.0[16]

| Модель         | Дата виходу  | Кодове ім'я | Інтерфейс вводу-виводу | Частота    | Частота            | Конфігурація ядра 1 | Пікова швидкість заповнення | Пікова швидкість заповнення | Пам'ять 3                           | Пам'ять 3                                         | Пам'ять 3         | GFLOPS | Інтегрований відеочип у чипсеті |
| Модель         | Дата виходу  | Кодове ім'я | Інтерфейс вводу-виводу | ядра (МГц) | пам'яті (МГц) 2    | Конфігурація ядра 1 | (ГП/с)                      | (ГТ/с)                      | Пропускна здатність (ГБ/с)          | Тип                                               | Ширина шини (Біт) | GFLOPS | Інтегрований відеочип у чипсеті |
| -------------- | ------------ | ----------- | ---------------------- | ---------- | ------------------ | ------------------- | --------------------------- | --------------------------- | ----------------------------------- | ------------------------------------------------- | ----------------- | ------ | ------------------------------- |
| Radeon HD 4200 | Серпень 2009 | RS800       | HT 3.0                 | 500        | 1333 (бічний порт) | 40:4:4              | 2                           | 2                           | 20,8 (системно) + 2,6 (бічний порт) | HT (системно) + DDR2-1066 DDR3-1333 (бічний порт) | 16 (бічний порт)  | 40     | AMD 785G                        |
| Radeon HD 4250 | Травень 2010 | RS800       | HT 3.0                 | 560        | 1333 (бічний порт) | 40:4:4              | 2.24                        | 2.24                        | 20,8 (системно) + 2,6 (бічний порт) | HT (системно) + DDR3-1333 (бічний порт)           | 16 (бічний порт)  | 44.8   | AMD 880G                        |
| Radeon HD 4290 | Травень 2010 | RS800D      | HT 3.0                 | 700        | 1333 (бічний порт) | 40:4:4              | 2.8                         | 2.8                         | 20,8 (системно) + 2,6 (бічний порт) | HT (системно) + DDR3-1333 (бічний порт)           | 16 (бічний порт)  | 56     | AMD 890GX                       |

- 1 Уніфікована шейдерних процесорів : Текстурних блоків : Блоків растеризації
- 2 Тактові частоти можуть відрізнятися в різних сценаріях використання, через реалізовану технологію ATI PowerPlay. Перераховані тут тактові частоти відносяться до офіційно оголошених специфікацій частот.
- 3 Бічний порт - це виділена шина пам'яті. Переважно він використовується для кадрового буфера.

## Особливості розвитку Radeon
| Назва серії відеокарт             | Wonder            | Mach              | 3D Rage           | Rage Pro          | Rage 128          | R100              | R200                                    | R300                                    | R400                                    | R500                                    | R600                             | RV670                            | R700                             | Evergreen                          | Northern Islands                   | Southern Islands                 | Sea Islands                                                     | Volcanic Islands                                                | Arctic Islands/Polaris                                          | Vega                                                            | Navi                                  | Navi 2X                               |         |
| --------------------------------- | ----------------- | ----------------- | ----------------- | ----------------- | ----------------- | ----------------- | --------------------------------------- | --------------------------------------- | --------------------------------------- | --------------------------------------- | -------------------------------- | -------------------------------- | -------------------------------- | ---------------------------------- | ---------------------------------- | -------------------------------- | --------------------------------------------------------------- | --------------------------------------------------------------- | --------------------------------------------------------------- | --------------------------------------------------------------- | ------------------------------------- | ------------------------------------- | ------- |
| Дата виходу                       | 1986              | 1991              | 1996              | 1997              | 1998              | квітень 2000      | серпень 2001                            | вересень 2002                           | травень 2004                            | жовтень 2005                            | травень 2007                     | листопад 2007                    | липень 2008                      | вересень 2009                      | жовтень 2010                       | січень 2012                      | вересень 2013                                                   | червень 2015                                                    | червень 2016                                                    | червень 2017                                                    | липень 2019                           | листопад 2020                         |         |
| Маркетингова назва                | Wonder            | Mach              | 3D Rage           | Rage Pro          | Rage              | Radeon 7000       | Radeon 8000                             | Radeon 9000                             | Radeon X700/X800                        | Radeon X1000                            | Radeon HD 1000/2000              | Radeon HD 3000                   | Radeon HD 4000                   | Radeon HD 5000                     | Radeon HD 6000                     | Radeon HD 7000                   | Radeon Rx 200                                                   | Radeon Rx 300                                                   | Radeon RX 400/500                                               | Radeon RX Vega/Radeon VII (7 нм)                                | Radeon RX 5000                        | Radeon RX 6000                        |         |
| Підтримується AMD                 | Ended             | Ended             | Ended             | Ended             | Ended             | Ended             | Ended                                   | Ended                                   | Ended                                   | Ended                                   | Ended                            | Ended                            | Ended                            | Ended                              | Ended                              | Ended                            | Ended                                                           | Ended                                                           | Current                                                         | Current                                                         | Current                               | Current                               | Current |
| Вид графіки                       | 2D                | 2D                | 3D                | 3D                | 3D                | 3D                | 3D                                      | 3D                                      | 3D                                      | 3D                                      | 3D                               | 3D                               | 3D                               | 3D                                 | 3D                                 | 3D                               | 3D                                                              | 3D                                                              | 3D                                                              | 3D                                                              | 3D                                    | 3D                                    |         |
| Архітектура                       | Не розголошується | Не розголошується | Не розголошується | Не розголошується | Не розголошується | Не розголошується | Не розголошується                       | Не розголошується                       | Не розголошується                       | Не розголошується                       | TeraScale система команд         | TeraScale система команд         | TeraScale система команд         | TeraScale система команд           | TeraScale система команд           | GCN система команд               | GCN система команд                                              | GCN система команд                                              | GCN система команд                                              | GCN система команд                                              | RDNA система команд                   | RDNA система команд                   |         |
| Мікроархітектура                  | Не розголошується | Не розголошується | Не розголошується | Не розголошується | Не розголошується | Не розголошується | Не розголошується                       | Не розголошується                       | Не розголошується                       | Не розголошується                       | TeraScale 1                      | TeraScale 1                      | TeraScale 1                      | TeraScale 2 (VLIW5)                | TeraScale 3 (VLIW4)                | GCN 1st gen                      | GCN 2nd gen                                                     | GCN 3rd gen                                                     | GCN 4th gen                                                     | GCN 5th gen                                                     | RDNA                                  | RDNA 2                                |         |
| Тип                               | Fixed pipeline    | Fixed pipeline    | Fixed pipeline    | Fixed pipeline    | Fixed pipeline    | Fixed pipeline    | Програмовані конвеєри пікселів і вершин | Програмовані конвеєри пікселів і вершин | Програмовані конвеєри пікселів і вершин | Програмовані конвеєри пікселів і вершин | Уніфікована шейдерна архітектура | Уніфікована шейдерна архітектура | Уніфікована шейдерна архітектура | Уніфікована шейдерна архітектура   | Уніфікована шейдерна архітектура   | Уніфікована шейдерна архітектура | Уніфікована шейдерна архітектура                                | Уніфікована шейдерна архітектура                                | Уніфікована шейдерна архітектура                                | Уніфікована шейдерна архітектура                                | Уніфікована шейдерна архітектура      | Уніфікована шейдерна архітектура      |         |
| Direct3D                          | Н/Д               | Н/Д               | 5.0               | 6.0               | 6.0               | 7.0               | 8.1                                     | 9.0 11 (9_2)                            | 9.0b 11 (9_2)                           | 9.0c 11 (9_3)                           | 10.0 11 (10_0)                   | 10.1 11 (10_1)                   | 10.1 11 (10_1)                   | 11 (11_0)                          | 11 (11_0)                          | 11 (11_1) 12 (11_1)              | 11 (12_0) 12 (12_0)                                             | 11 (12_0) 12 (12_0)                                             | 11 (12_0) 12 (12_0)                                             | 11 (12_1) 12 (12_1)                                             | 11 (12_1) 12 (12_1)                   | 11 (12_1) 12 (12_2)                   |         |
| Shader model                      | Н/Д               | Н/Д               | Н/Д               | Н/Д               | Н/Д               | Н/Д               | 1.4                                     | 2.0+                                    | 2.0b                                    | 3.0                                     | 4.0                              | 4.1                              | 4.1                              | 5.0                                | 5.0                                | 5.1                              | 5.1 6.3                                                         | 5.1 6.3                                                         | 5.1 6.3                                                         | 6.4                                                             | 6.4                                   | 6.5                                   |         |
| OpenGL                            | Н/Д               | Н/Д               | Н/Д               | 1.1               | 1.2               | 1.3               | 1.3                                     | 2.1                                     | 2.1                                     | 2.1                                     | 3.3                              | 3.3                              | 3.3                              | 4.5 (на Linux: 4.5 (Mesa 3D 21.0)) | 4.5 (на Linux: 4.5 (Mesa 3D 21.0)) | 4.6 (на Linux: 4.6 (Mesa 20.0))  | 4.6 (на Linux: 4.6 (Mesa 20.0))                                 | 4.6 (на Linux: 4.6 (Mesa 20.0))                                 | 4.6 (на Linux: 4.6 (Mesa 20.0))                                 | 4.6 (на Linux: 4.6 (Mesa 20.0))                                 | 4.6 (на Linux: 4.6 (Mesa 20.0))       | 4.6 (на Linux: 4.6 (Mesa 20.0))       |         |
| Vulkan                            | Н/Д               | Н/Д               | Н/Д               | Н/Д               | Н/Д               | Н/Д               | Н/Д                                     | Н/Д                                     | Н/Д                                     | Н/Д                                     | Н/Д                              | Н/Д                              | Н/Д                              | Н/Д                                | Н/Д                                | 1.0 (Win 7+ або Mesa 17+)        | 1.2 (Adrenalin 20.1, Linux Mesa 20.0)                           | 1.2 (Adrenalin 20.1, Linux Mesa 20.0)                           | 1.2 (Adrenalin 20.1, Linux Mesa 20.0)                           | 1.2 (Adrenalin 20.1, Linux Mesa 20.0)                           | 1.2 (Adrenalin 20.1, Linux Mesa 20.0) | 1.2 (Adrenalin 20.1, Linux Mesa 20.0) |         |
| OpenCL                            | Н/Д               | Н/Д               | Н/Д               | Н/Д               | Н/Д               | Н/Д               | Н/Д                                     | Н/Д                                     | Н/Д                                     | Н/Д                                     | Close to Metal                   | Close to Metal                   | 1.1                              | 1.2                                | 1.2                                | 1.2                              | 2.0 (Adrenalin драйвер на Win7+) (1.2 на Linux, 2.1 з AMD ROCm) | 2.0 (Adrenalin драйвер на Win7+) (1.2 на Linux, 2.1 з AMD ROCm) | 2.0 (Adrenalin драйвер на Win7+) (1.2 на Linux, 2.1 з AMD ROCm) | 2.0 (Adrenalin драйвер на Win7+) (1.2 на Linux, 2.1 з AMD ROCm) | 2.0                                   | 2.1                                   |         |
| HSA / ROCm                        | Н/Д               | Н/Д               | Н/Д               | Н/Д               | Н/Д               | Н/Д               | Н/Д                                     | Н/Д                                     | Н/Д                                     | Н/Д                                     | Н/Д                              | Н/Д                              | Н/Д                              | Н/Д                                | Н/Д                                | Так                              | Так                                                             | Так                                                             | Так                                                             | Так                                                             | ?                                     | ?                                     |         |
| Декодування відео ASIC            | Н/Д               | Н/Д               | Н/Д               | Н/Д               | Н/Д               | Н/Д               | Н/Д                                     | Н/Д                                     | Н/Д                                     | Н/Д                                     | Avivo/UVD                        | UVD+                             | UVD 2                            | UVD 2.2                            | UVD 3                              | UVD 4                            | UVD 4.2                                                         | UVD 5.0 або 6.0                                                 | UVD 6.3                                                         | UVD 7                                                           | VCN 2.0                               | VCN 3.0                               |         |
| Кодування відео ASIC              | Н/Д               | Н/Д               | Н/Д               | Н/Д               | Н/Д               | Н/Д               | Н/Д                                     | Н/Д                                     | Н/Д                                     | Н/Д                                     | Н/Д                              | Н/Д                              | Н/Д                              | Н/Д                                | Н/Д                                | VCE 1.0                          | VCE 2.0                                                         | VCE 3.0 або 3.1                                                 | VCE 3.4                                                         | VCE 4.0                                                         | VCN 2.0                               | VCN 3.0                               |         |
| Fluid Motion ASIC                 | Ні                | Ні                | Ні                | Ні                | Ні                | Ні                | Ні                                      | Ні                                      | Ні                                      | Ні                                      | Ні                               | Ні                               | Ні                               | Ні                                 | Ні                                 | Ні                               | Так                                                             | Так                                                             | Так                                                             | Так                                                             | Ні                                    | Ні                                    |         |
| Power saving                      | ?                 | ?                 | ?                 | ?                 | ?                 | ?                 | ?                                       | ?                                       | ?                                       | ?                                       | PowerPlay                        | PowerPlay                        | PowerPlay                        | PowerPlay                          | PowerTune                          | PowerTune & ZeroCore Power       | PowerTune & ZeroCore Power                                      | PowerTune & ZeroCore Power                                      | PowerTune & ZeroCore Power                                      | PowerTune & ZeroCore Power                                      | ?                                     | ?                                     |         |
| TrueAudio                         | Н/Д               | Н/Д               | Н/Д               | Н/Д               | Н/Д               | Н/Д               | Н/Д                                     | Н/Д                                     | Н/Д                                     | Н/Д                                     | Н/Д                              | Н/Д                              | Н/Д                              | Н/Д                                | Н/Д                                | Н/Д                              | Через виділений ЦОС                                             | Через виділений ЦОС                                             | Через шейдери                                                   | Через шейдери                                                   | Через шейдери                         | ?                                     |         |
| FreeSync                          | Н/Д               | Н/Д               | Н/Д               | Н/Д               | Н/Д               | Н/Д               | Н/Д                                     | Н/Д                                     | Н/Д                                     | Н/Д                                     | Н/Д                              | Н/Д                              | Н/Д                              | Н/Д                                | Н/Д                                | Н/Д                              | 1 2                                                             | 1 2                                                             | 1 2                                                             | 1 2                                                             | 1 2                                   | 1 2                                   |         |
| HDCP                              | ?                 | ?                 | ?                 | ?                 | ?                 | ?                 | ?                                       | ?                                       | ?                                       | ?                                       | ?                                | ?                                | ?                                | ?                                  | ?                                  | ?                                | 1.4                                                             | 1.4                                                             | 1.4 2.2                                                         | 1.4 2.2                                                         | 1.4 2.2 2.3                           | ?                                     |         |
| PlayReady                         | Н/Д               | Н/Д               | Н/Д               | Н/Д               | Н/Д               | Н/Д               | Н/Д                                     | Н/Д                                     | Н/Д                                     | Н/Д                                     | Н/Д                              | Н/Д                              | Н/Д                              | Н/Д                                | Н/Д                                | Н/Д                              | Н/Д                                                             | Н/Д                                                             | 3.0                                                             | Ні                                                              | 3.0                                   | ?                                     |         |
| Підтримка екранів                 |                   |                   |                   |                   |                   | 1–2               | 2                                       | 2                                       | 2                                       | 2                                       | 2                                | 2                                | 2                                | 2–6                                | 2–6                                | 2–6                              | 2–6                                                             | 2–6                                                             | 2–6                                                             | 2–6                                                             | ?                                     | ?                                     |         |
| Макс. роздільна здатність дисплея | ?                 | ?                 | ?                 | ?                 | ?                 | ?                 | ?                                       | ?                                       | ?                                       | ?                                       | ?                                | ?                                | ?                                | 2–6 × 2560×1600                    | 2–6 × 2560×1600                    | 2–6 × 4096×2160 @ 60 Гц          | 2–6 × 4096×2160 @ 60 Гц                                         | 2–6 × 4096×2160 @ 60 Гц                                         | 2–6 × 5120×2880 @ 60 Гц                                         | 3 × 7680×4320 @ 60 Гц                                           | 7680×4320 @ 60 Гц PowerColor          | 7680×4320 @ 60 Гц PowerColor          |         |
| /drm/radeon                       |                   |                   |                   |                   |                   | Так               | Так                                     | Так                                     | Так                                     | Так                                     | Так                              | Так                              | Так                              | Так                                | Так                                | Так                              | Так                                                             | Н/Д                                                             | Н/Д                                                             | Н/Д                                                             | Н/Д                                   | Н/Д                                   |         |
| /drm/amdgpu h                     | Н/Д               | Н/Д               | Н/Д               | Н/Д               | Н/Д               | Н/Д               | Н/Д                                     | Н/Д                                     | Н/Д                                     | Н/Д                                     | Н/Д                              | Н/Д                              | Н/Д                              | Н/Д                                | Н/Д                                | Н/Д                              | Н/Д                                                             | Так                                                             | Так                                                             | Так                                                             | Так                                   | Так                                   | Так     |

1. ↑  The Radeon 100 Series has programmable pixel shaders, but do not fully comply with DirectX 8 or Pixel Shader 1.0. See article on R100's pixel shaders.
2. ↑  R300, R400 and R500 based cards do not fully comply with OpenGL 2+ as the hardware does not support all types of non-power of two (NPOT) textures.
3. ↑  OpenGL 4+ compliance requires supporting FP64 shaders and these are emulated on some TeraScale chips using 32-bit hardware.
4. 1 2 3  The UVD and VCE were replaced by the Video Core Next (VCN) ASIC in the Raven Ridge APU implementation of Vega.
5. ↑  Video processing ASIC for video frame rate interpolation technique. In Windows it works as a DirectShow filter in your player. In Linux, there is no support on the part of drivers and / or community.
6. 1 2  To play protected video content, it also requires card, operating system, driver, and application support. A compatible HDCP display is also needed for this. HDCP is mandatory for the output of certain audio formats, placing additional constraints on the multimedia setup.
7. ↑  More displays may be supported with native DisplayPort connections, or splitting the maximum resolution between multiple monitors with active converters.
8. ↑  DRM (Direct Rendering Manager) is a component of the Linux kernel. Support in this table refers to the most current version.

## Драйвери

### Пропрієтарний драйвер AND Catalyst
AMD Catalyst розроблявся для Microsoft Windows і Linux. Станом на липень 2014 року інші операційні системи офіційно не підтримуються. Для бренду AMD FirePro, який базується на ідентичному обладнанні, існують драйвери графічних пристроїв, сертифіковані OpenGL.
AMD Catalyst підтримує всі функції, рекламовані для бренду Radeon.
Серію Radeon HD 4000 було переведено на розширену підтримку, де драйвери будуть оновлюватися лише для виправлення помилок, а не оптимізації для нових програм.

### Безкоштовний драйвер з відкритим кодом для Radeon
Безкоштовні драйвери з відкритим вихідним кодом в основному розроблені для Linux, але також були перенесені на інші операційні системи. Кожен драйвер складається з п'яти частин:
1. DRM компонент ядра Linux
2. Драйвер KMS компонента ядра Linux: в основному драйвер пристрою для контролера дисплея
3. компонент користувацького простору libDRM
4. компонент простору користувача в Mesa 3D;
5. спеціальний і чіткий драйвер 2D графічного пристрою для сервера X.Org, який, буде замінено на Glamor

Безкоштовний графічний драйвер Radeon з відкритим вихідним кодом підтримує більшість функцій, реалізованих у лінійці графічних процесорів Radeon.
Безкоштовні драйвери графічних пристроїв Radeon з відкритим вихідним кодом не спроектовані, а засновані на документації, опублікованій AMD.